# Godzilla (film fra 1998)
Godzilla er en amerikansk science fiction-film fra 1998 instrueret af Roland Emmerich, der også har skrevet manuskriptet sammen med Dean Devlin, som producerede filmen. Filmen er et Hollywood-remake af den japanske film Gojira (1954) om kæmpedinosauren Godzilla, og har Matthew Broderick, Jean Reno , Maria Pitillo og Hank Azaria i hovedrollerne. De visuelle effekter er skabt af Volker Engel.
I 2002-filmen Godzilla Mothra King Ghidorah: Giant Monsters All-Out Attack diskuterede nogen af filmens karakterer Godzillas historie. I 2004-filmen Godzilla: Final Wars dukkede monsteret, nu kaldt Zilla, op.

## Medvirkende
- Matthew Broderick som Dr. Niko Tatopoulos
- Jean Reno som Philippe Roache
- Maria Pitillo som Audrey Timmonds
- Hank Azaria som Victor "Animal" Palotti
- Harry Shearer som Charles Caiman
- Kevin Dunn som oberst Hicks
- Michael Lerner som borgmester Ebert
- Arabella Field som Lucy Palotti
- Vicki Lewis som Dr. Elsie Chapman
- Doug Savant som sergent O'Neal
- Malcolm Danare som Dr. Mendel Craven

## Ekstern henvisning
- Godzilla på Internet Movie Database (engelsk)
- Godzilla på Filmdatabasen
- Godzilla på Scope
- Godzilla i Svensk Filmdatabas (svensk)
- Godzilla på AlloCiné (fransk)
- Godzilla på MovieMeter (nederlandsk)
- Godzilla på AllMovie (engelsk)
- Godzilla hos American Film Institute (engelsk)
- Godzilla på Turner Classic Movies (engelsk)
- Godzilla på The Movie Database (engelsk)

1. ↑  Navnet er anført på svensk og stammer fra Wikidata hvor navnet endnu ikke findes på dansk.